# Türkân Saylan
Türkân Saylan (Istambul, 13 de dezembro de 1935 - Istambul, 18 de maio de 2009) foi uma médica dermatologista turca engajada na luta contra a lepra, que contribuiu com suas pesquisas e criação de diversas entidades ligadas à saúde pública.
Mais velha dentre cinco irmãos do casal sueco Lili Mina Raiman, casou-se com o primeiro empreiteiro do período republicano turco, o senhor Fasih Galip(adotando assim o nome de Leyla).
Graduada em medicina pela Istanbul Tıp Fakültesi (Faculdade de Medicina de Istambul). em 1963, Türkân Saylan alén de atuar como dermatologista tanto na área clínica como de pesquisa, também colaborou com a fundação das seguintes instituiçoes:
- Em 1976 iniciou seus estudos sobre lepra, criando a Associação de Controle da Lepra (Cüzzamla Savaş Derneği ve Vakfı);
- Universidade de Medicina de Istambul, entre os anos de 1982 e 1987  foi presidente do Departamento de Dermatologia;
- Entre os anos de 1981 e 2001 atuou como diretora no Centro de Pesquisas Aplicadas de Lepra;
- Em 1990 participou da criação do Centro de Pesquisas dos Problemas da Mulher, sendo até 1996 coordenadora adjunta dos cursos sobre saúde da mulher;
- Até o ano de 2006 foi consultora da Organização Mundial da Saúde (OMS);
- Foi membro fundadora e presidente adjunta de três importantes instituições: da União Internacional Contra a Lepra, da Academia de Dermatologia Europeia e da Associação Internacional Contra a Lepra. Participou da criação do Laboratório de Dermatopatologia e da Policlínica da Doença de Behçet e Doenças Sexualmente Transmissíveis.

Entre 1981 e 2002 trabalhou como voluntária como chefe do gabinete do Ministério da Saúde no Hospital Contra Lepra de Istambul (Istanbul Lepra Hastanesi).
Em 1986 foi laureada com o Prêmio Internacional Gandhi, na Índia. Nos seus últimos 17 anos lutou contra o câncer, e até seu falecimento, que ocorreu em 18 de maio de 2009, exerceu o cargo de presidente, como voluntária, em 4 instituições.

## Eventos
Em 1989, “com o objetivo de preservar os príncipios de Atatürk e proteger, desenvolver, alcançar o caminho de uma educação e sociedade moderna”, foi criada a Associação de Apoio a Vida Moderna (Çağdaş Yaşamı Destekleme Derneği - ÇYDD) sendo uma das fundadoras e atuando como presidente geral por um longo período. Além disso, em 14 de abril de 2007 em Ancara e em 29 de abril de 2007 em Istambul organizou e participou de comícios para promover os ideais da associação, dentre os quais a formação de uma sociedade civil diversa da que existia em sua época. Assim foi criada a Associação de Professores, onde também exerceu o cargo de presidente.
No caso Ergenekon (Ergenekon Operasyonu) em 13 de Abril de 2009, teve sua casa e seu local de trabalho investigados, alguns diretores da Associação foram presos, computadores e documentos foram confiscados.

## Outras atividades e realizações
- foi escolhida pelo Presidente da República da Turquia Süleyman Demirel  em 31 de Março de 2000 como membro do Conselho do Comitê de Serviço Social.

## Prêmios
Türkân Saylan foi laureada diversas vezes ao longo de sua carreira, dentre os prêmios que lhe foram conferidos temos:
- Em 1996, na Universidade de Istambul, prêmio “Atatürk İlke ve Devrimleri”.[7]
- Associação İnglesa de Dermatologia, Dowling Kulübü (1978) e a Associação Norte-Americana de Dermatologia Clínica(1996).[7]
- Prêmio Fahrettin Kerim Gökay, pela Fundação Lions da Turquia (Türk  Lions Vakfı)(1997),[7]
- Prêmio “Foyer des Artistes Kurumu”, na İtália (2001),[7]
- Prêmio concedido pela Associação de Pacientes e Seus Direitos pelos longos anos de serviços prestados(2001),[7]
- Prêmio aos Profissionais de Sucesso do Século, concedido pelo Rotary Club,[7]
- Prêmio “İyi Kalpli Ol”, concedido pela Fundação do Coração da Turquia (Türk Kalp Vakfı) (2006),[7]
- Prêmio concedidos as mulheres em destaque como "Profissional do Ano", pelo jornal Dünya Gazetesi (2006),[7]
- Vehbi Koç Ödülü (2009).[7]

## Biografia
Ayşe Kulin escreveu “Tek ve Tek Başına: Türkan” (sem tradução em português), biografia que foi publicada em 31 de outubro de 2009.
Em 2010 foi produzido um seriado baseado no livro, exibido pelo Kanal D.